# پارک اورال
 پارک اورال (انگلیسی: Park Overall؛ زادهٔ ۱۵ مارس ۱۹۵۷) یک هنرپیشه اهل ایالات متحده آمریکا است.
از فیلم های معروف او می توان به پانزده‌ساله و باردار، ناپدید شدن و بلوز مخفی اشاره کرد.